# متلازمة داء صماوي متعدد ذاتي المناعة النمط 3
متلازمة داء صماوي متعدد ذاتي المناعة النمط 3 (APS) (بالإنجليزية: 
Autoimmune polyendocrine syndrome type 3)‏ هي متلازمة تحدث عندما يحدث أكثر من مرض مناعي ذاتي في الغدد الصماء في نفس الوقت. وتُسمى هذه المتلازمات أيضا اضطرابات المناعة الذاتية متعددة الغدد الصماء. في النوع الثالث، يوجد التهاب الغدة الدرقية ذاتي المناعة ومرض آخر من أمراض المناعة الذاتية للغدد الصماء، ولكن القشرة الكظرية لا تشارك في ذلك.